# Ophioderma brevispina
Ophioderma brevispina är en ormstjärneart som först beskrevs av Thomas Say 1825.  Ophioderma brevispina ingår i släktet Ophioderma och familjen Ophiodermatidae. Inga underarter finns listade i Catalogue of Life.